# Вовк (річка)
Вовк — річка в Україні, в межах Хмельницького району Хмельницької області. Права притока Південного Бугу (басейн Чорного моря).

## Опис
Довжина 71 км. Площа водозбірного басейну 915 км². Похил річки 0,8 м/км. Долина V-подібна, у верхів'ї заболочена, завширшки до 2,5 км. Після впадіння притоки Вовчка річка значно ширше і має крутіші береги. Заплава завширшки переважно 300 м, максимально 1,2 км. Річище слабозвивисте, завширшки до 10 м, завглибшки до 2 м. У гирлі річка проходить по болоту, яке зливається із заплавою Південного Бугу, яка тут має ширину до 2 км. По всій долині річки розміщені торфовища, ресурси яких фактично вичерпані. Використовується на водопостачання, зрошення, рибництво, меліоративне водовідення. Річка зарегульована 49 ставками комплексного призначення.

## Розташування
Річка Вовк бере початок біля села Вищі Вовківці. Тече в центральній частині Подільської височини спершу на схід, далі — на південний схід, біля міста Деражня повертає на північний схід. Впадає до Південного Бугу на схід від центральної частини смт Летичів.
На річці розташовані: м. Деражня, смт Летичів та чимало сіл, а також Хмельницька база торфу.

## Притоки
- Річка без назви — права притока. Бере початок на північно-східній стороні від села Голохвасти. Тече переважно на північний схід через Баламутівку і у селі Лугове впадає у Вовк. Довжина річки 13 км, площа басейну водозбору 28,5  км²[1]. Населені пункти вздовж берегової смуги: Виноградівка, Карпівці. У селі Баламутівка річку перетинає автошлях Т 2305.

- Вовчок,

- Річка без назви — права притока. Бере початок на північно-східній стороні від села Підлісне. Тече переважно на північний схід через Шарки і у місті Деражня впадає у Вовк. Довжина річки 12 км, площа басейну водозбору 38,2  км²[2]. Населені пункти вздовж берегової смуги: Яблунівка. У місті Деражня річку перетинає автошлях Т 2316.

- Річка без назви — права притока. Бере початок на західній стороні від села Волоське. Тече переважно на північний схід через Буцневе, місто Деражню і на південно-західній стороні від села Нижнє впадає у Вовк. Довжина річки 12 км, площа басейну водозбору 58,4  км²[3]. Населені пункти вздовж берегової смуги: Сіноводи. Між селами Буцневе та Сіноводи розташована залізнична станція Волоське. У східній частині міста Деражня річку перетинає автошлях Т 2310.

- Жарнівка (праві);

- Річка без назви — ліва притока. Бере початок на східній околиці села Копачівка. Тече переважно на південний схід через Розсохи і у селі Снітівка впадає у Вовк. Довжина річки 13 км, площа басейну водозбору 56,9  км²[4]. Населені пункти вздовж берегової смуги: Шпичинці. Біля витоку річку перетинає автошлях Т 2310.